# Самех Мохамед
Самех Мохамед (28 січня 1980) — єгипетський хокеїст на траві. Учасник чоловічого турніру на літніх Олімпійських іграх 2004, де його збірна посіла 12-те місце. Зіграв 7 матчів і забив 2 голи (по одному у ворота збірних Аргентини та Великої Британії).